# 王凱 (台灣藝人)
王凱（1982年10月11日—），台灣男演員，早期以本名王建隆為藝名出道，2011年起改以「王凱」為藝名，演出過多部電視劇，有著「國民男友」之稱。

## 生平
王凱生於高雄，17歲時隻身前往台北尋找工作機會，因為外型條件佳，被第1任經紀人相中簽約，送到新加坡培訓半年準備當歌手。回台後，在等待出道的空窗期幫忙公司送文件到戲劇製作公司，意外跟《薰衣草》執行製作碰到面，被執行製作看中成為主角之一，以本名王建隆正式出道。
王凱出道爆紅後前往中國大陆發展四個月，但因為前景不佳又回台。後因工作逐漸減少，遂淡出演藝圈。曾到北京開酒吧，後回台在黃立成投資的夜店擔任公關經理。
2011年受製作人好友的幫助，參演公視人生劇展系列作《蛇杖》，改用藝名王凱，重新復出。

## 電視劇
| 年份   | 頻道             | 劇名               | 角色          |
| 2001年 | 台視、三立都會台 | 薰衣草             | 童惟聖        |
| 2002年 | 民視             | 超人氣學園         | 李國強        |
| 2002年 | 中視             | 雪地裡的星星       | 王建隆        |
| 2002年 | 華視             | 四號宿舍           | 張哲夫        |
| 2002年 | 中國大陸         | 麻辣女友           | 程逸軒        |
| 2003年 | 衛視中文台       | 第八號當鋪         | 彼得          |
| 2004年 | 華視、三立都會台 | 雪天使             | 瘦猴          |
| 2005年 | 公視             | 乒乓               | 陳烈          |
| 2005年 | 華視             | 真命天女           | 楊承翰        |
| 2006年 | 民視             | 錯愛               | 金浩南        |
| 2006年 | 中國大陸         | 老鼠愛大米         | 費羊          |
| 2008年 | 公視             | 天平上的馬爾濟斯   | 張正浩        |
| 2009年 | 中視、八大綜合台 | 愛就宅一起         | BEN           |
| 2010年 | 三立台灣台       | 家和萬事興         | 廖俊中        |
| 2012年 | 華視             | 溫柔的慈悲         | 麥克          |
| 2012年 | 中視             | 翻糖花園           | ALAN          |
| 2012年 | 公視             | 蛇杖               | 王信          |
| 2012年 | 公視             | 小孩大人           | 夏迅濤        |
| 2012年 | 三立台灣台       | 雨夜花             | 李祝山        |
| 2012年 | 三立台灣台       | 牵手               | 黑木澤 趙澤   |
| 2013年 | 三立台灣台       | 世間情             | 郭文揚        |
| 2014年 | 台視             | 雨後驕陽           | 王天寶        |
| 2015年 | 台視             | 春梅               | 陳文謙        |
| 2016年 | 台視             | 加油！美玲         | 莊智誠        |
| 2016年 | 公視             | 今晚，你想點什麼？ | 謝禮華        |
| 2017年 | 公視             | 城市情歌           | 游裕實        |
| 2017年 | 華視             | 春風愛河邊         | 林家偉        |
| 2019年 | 民視             | 多情城市           | 楊成皓        |
| 2022年 | 民視             | 市井豪門           | 李俊豪 江俊豪 |

## 音樂作品
| 年份   | 對唱歌手 | 歌曲                     |
| 2019年 | 戴愛玲   | 《暫時愛著我》（MV演出） |
| 2023年 | 比佛利   | 《幸福的花》             |

## 外部連結
- 王凱的Facebook專頁
- 王凱的Instagram帳戶
- 鳳凰藝能－王凱 （页面存档备份，存于）